# Minx

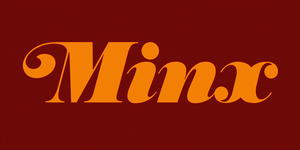
Logo de Minx

Minx es una serie estadounidense de comedia, creada por Ellen Rapoport y protagonizada por Ophelia Lovibond y Jake Johnson. Se estrenó en HBO Max el 17 de marzo de 2022. En mayo de 2022, HBO Max, renovó la serie por una segunda temporada. Sin embargo en diciembre, fue cancelada, a punto de terminar la producción de la segunda temporada. En enero de 2023, Starz, adquirió los derechos de la serie. La segunda temporada se estrenó el 21 de julio de 2023. En enero de 2024, la serie fue cancelada tras su segunda temporada.

## Sinopsis
En la década de 1970, una joven feminista de Los Ángeles une fuerzas con una editorial de bajo coste para crear la primera revista erótica para mujeres. Ella, soñadora, con crear una revista más reivindicativa, se aferra a la editorial cuyo objetivo es ganar dinero  de la forma más rápida. Esta alianza improbable nos muestra a los personajes aprendiendo sobre la vida; mientras que encuentran relaciones significativas en los lugares más extraños.

## Elenco

### Principal
- Ophelia Lovibond como Joyce Prigger
- Michael Angarano como Glenn
- Jessica Lowe como Bambi
- Oscar Montoya as Richie
- Lennon Parham como Shelly
- Idara Victor como Tina
- Jake Johnson como Doug Renetti
- Elizabeth Perkins como Constance (temporada 2)

### Invitado
| - Josh Stamberg como George - Gillian Jacobs como Maggie - Taylor Zakhar Perez como Shane Brody (temporada 1) - Stephen Tobolowsky como Conrad Ross (temporada 1) - Amy Landecker como Bridget Westbury (temporada 1) - Olivia Rose Keegan como Amber (temporada 1) - Jacqi Vene como Marian (temporada 1) - Austin Nichols como Billy Brunson (temporada 1) - Lesli Margherita como Francesca (temporada 1) - Al Sapienza como Vince (temporada 1) - Alicia Hannah-Kim como Wendy Mah (temporada 1) - Eric Edelstein como Willy (temporada 1) - Samm Levine como Franco (temporada 1) - Rich Sommer como Lenny (temporada 1) - Hope Davis como Victoria Hartnett (temporada 1) - Susan Walters como Elayne (temporada 1) - Allison Tolman como Wanda (temporada 1) - David Paymer como Myron (temporada 1) | - Jaeden Bettencourt como Tommy (temporada 2) - Erik Griffin como Chuck (temporada 2) - Rose Bianco como Tía Sofia (temporada 2) - Samantha Sloyan como Joan Didion (temporada 2) - Ken Kirby como Kevin (temporada 2) - Josh Fadem como Carl Sagan (temporada 2) - Joshua Gomez como Simon (temporada 2) - Caroline Arapoglou como Linda Ronstadt (temporada 2) - Guy Burnet como Graham (temporada 2) - Chris Riggi como Dustin (temporada 2) - Robert Curtis Brown como Marshall (temporada 2) - Beau Minniear como JJ (temporada 2) - Cleo King como Evelyn (temporada 2) - Jalen Gilbert como Marvin (temporada 2) - Melinda Page Hamilton como Doreen (temporada 2) - Katherine Landry como Frances (temporada 2) - Che Tafari como Benjamin (temporada 2) - Victor Webster como Charlie (temporada 2) - Patrick Bristow como Walt (temporada 2) |

## Episodios
| Temporada | Temporada | Episodios | Episodios | Emisión original    | Emisión original        | Emisión original |
| Temporada | Temporada | Episodios | Episodios | Primera emisión     | Última emisión          | Cadena           |
| --------- | --------- | --------- | --------- | ------------------- | ----------------------- | ---------------- |
|           | 1         | 10        | 10        | 17 de marzo de 2022 | 14 de abril de 2022     | HBO Max          |
|           | 2         | 8         | 8         | 21 de julio de 2023 | 8 de septiembre de 2023 | Starz            |

### Primera temporada (2022)
| N.º en serie | N.º en temp. | Título                                                  | Dirigido por          | Escrito por            | Fecha de lanzamiento original |
| ------------ | ------------ | ------------------------------------------------------- | --------------------- | ---------------------- | ----------------------------- |
| 1            | 1            | «Not like a shvantz right in the face»                  | Rachel Lee Goldenberg | Ellen Rapoport         | 17 de marzo de 2022           |
| 2            | 2            | «Au revoir, le double dong»                             | Rachel Lee Goldenberg | Ellen Rapoport         | 17 de marzo de 2022           |
| 3            | 3            | «Norman Mailer, Samantha Shortcake»                     | Rachel Lee Goldenberg | Lara Spotts            | 24 de marzo de 2022           |
| 4            | 4            | «An exciting new chapter in the annals of erotica»      | Jake Schreier         | Ben Karlin             | 24 de marzo de 2022           |
| 5            | 5            | «Relaying news of a wayward snake»                      | Max Winkler           | Annabel Oakes          | 31 de marzo de 2022           |
| 6            | 6            | «Mary had a little hysterectomy»                        | Carrie Brownstein     | Julie Mandel-Folly     | 31 de marzo de 2022           |
| 7            | 7            | «God save the Queen of Dicks»                           | Craig Johnson         | Mason Flink            | 7 de abril de 2022            |
| 8            | 8            | «Oh, so you're the sun now? You're the giver of life?»  | Rachel Lee Goldenberg | Ben Karlin             | 7 de abril de 2022            |
| 9            | 9            | «A scintillating conversation about a lethal pesticide» | Natalia Leite         | Kimberly Nicole Walker | 14 de abril de 2022           |
| 10           | 10           | «You happened to me»                                    | Stella Meghie         | Ellen Rapoport         | 14 de abril de 2022           |

### Segunda temporada (2023)
| N.º en serie | N.º en temp. | Título                                      | Dirigido por          | Escrito por              | Fecha de emisión original | Audiencia (millones) |
| ------------ | ------------ | ------------------------------------------- | --------------------- | ------------------------ | ------------------------- | -------------------- |
| 11           | 1            | «The perils of being a wealthy widow»       | Max Winkler           | Ben Karlin               | 21 de julio de 2023       | 0.040                |
| 12           | 2            | «I thought the bed was gonna fly»           | Fernando Frias        | Ellen Rapoport           | 28 de julio de 2023       | 0.060                |
| 13           | 3            | «It's okay to like it»                      | Max Winkler           | Joel Church-Cooper       | 4 de agosto de 2023       | 0.043                |
| 14           | 4            | «Life, Liberty and the Pursuit of Sexiness» | Anna Ramey Borden     | Jessica Lamour           | 11 de agosto de 2023      | 0.045                |
| 15           | 5            | «A stately pleasure dome decree»            | Shiri Appleby         | Nora Winslow             | 18 de agosto de 2023      | 0.051                |
| 16           | 6            | «This is our zig»                           | Pete Chatmon          | Sarah LaBrie             | 25 de agosto de 2023      | 0.017                |
| 17           | 7            | «God closes a door, opens a glory hole»     | Rachel Lee Goldenberg | Mason Flink              | 1 de septiembre de 2023   | 0.053                |
| 18           | 8            | «Woman of the Hour»                         | Ellen Rapoport        | Chris Garcia y Emma Gase | 8 de septiembre de 2023   | 0.033                |

## Producción

### Desarrollo
El 19 de febrero de 2020, se anunció que HBO Max había dado al proyecto una orden de piloto. Ellen Rapoport se encargó de escribir y producir junto a Paul Feig y Dan Magnante, de Feigco Entertainment. El 3 de septiembre de 2020, la directora de Unpregnant, Rachel Lee Goldenberg se incorporó para dirigir y producir ejecutivamente el piloto. El 5 de abril de 2021, se anunció que HBO Max le había dado al proyecto una serie de diez episodios de media hora.
El 5 de mayo de 2022, anunció la renovación para una segunda temporada. No obstante, en diciembre, fue cancelada, a punto de terminar la producción de la segunda temporada. Lionsgate se hizo cargo de los derechos de la serie y buscó otra plataforma. Además, HBO Max, eliminó la serie de su plataforma. El 12 de enero de 2023, Starz se hizo con los derechos de la serie para terminar de producir la segunda temporada. La segunda temporada se estrenó el 21 de julio de 2023.

### Casting
El 16 de septiembre de 2020, Ophelia Lovibond fue elegida para protagonizar la serie.  En diciembre de 2020, otros miembros del reparto se unieron en papeles protagonistas, como Idara Victor, Oscar Montoya, Jessica Lowe, Lennon Parham y Michael Angarano junto con Jake Johnson con un papel secundario.

## Recepción
El agregador de reseñas, Rotten Tomatoes reportó un índice de aprobación del 97 % como «certificado de frescura» con una calificación promedio de 7.8/10, según 30 reseñas de críticos. El consenso de los críticos del sitio web dice: «La relación entre Ophelia Lovibond y Jake Johnson es la página central irresistible de 'Minx', una comedia obscena y aguda que merece una página completa». Metacritic, que utiliza un promedio ponderado, asignó una puntuación de 77 de 100 basado en 19 críticos, lo que indica «críticas generalmente favorables».

### Premios y nominaciones
| Año  | Premio            | Categoría                                  | Nominado(s)      | Resultado | Ref.   |
| ---- | ----------------- | ------------------------------------------ | ---------------- | --------- | ------ |
| 2023 | Premios Satellite | Mejor serie de televisión de comedia       | Minx             | Nominada  | [ 25 ] |
| 2023 | Premios Satellite | Mejor actriz de serie de comedia o musical | Ophelia Lovibond | Nominada  | [ 25 ] |